# Kresy
Kresy (ejtsd [ˈkrɛsɨ ]) vagy Kresy Wschodnie (lengyelül Határvidék, illetve Keleti Határvidék) a két világháború közti Második Lengyel Köztársaság egyik régiója volt, amely az állam területének majdnem a felét foglalta el. Ezen a területen összességében a lengyel volt a legnépesebb etnikai csoport, körülbelül ugyanakkora népességgel, mint a többi etnikum együttvéve.
Közigazgatásilag Kresy a következő vajdaságokból állt: Lwów, Nowogródek, Polézia, Stanisławów, Tarnopol, Wilno, Volhínia és Białystok. Ma ezeken a területeken Nyugat-Ukrajna, Nyugat-Belarusz és Délkelet-Litvánia osztozik. Fontos városai: Lviv, Vilnius és Grodno már nem lengyel fennhatóság alatt állnak.
A Második Köztársaság Kresy régiója nagyjából megfelelt az úgynevezett Curzon-vonalon túli területeknek. Ezt a vonalat 1919 decemberében, az első világháborút követően javasolta keleti határvonalnak a brit külügyminisztérium az újra szuverénné és egységessé váló lengyel állam számára, Lengyelország három felosztása után. 1939 szeptemberében, miután a Molotov–Ribbentrop-paktum értelmében a Szovjetunió is megtámadta Lengyelországot, Kresyt beolvasztották az ukrán, a belarusz és a litván szovjet köztársaságba, elhozva a terror légkörét.
A lengyelek kárára történt szovjet területi nyereséget a szövetséges hatalmak jóváhagyták a teheráni, a jaltai és a potsdami konferenciákon. A lengyeleket Németországtól elvett területekkel kárpótolták. 1944 és 1946 között hivatalos adatok szerint csaknem 1,2 millió lengyelt telepítettek át az új Lengyelországba a Szovjetunió frissen megszerzett nyugati területeiről. Az 1955 és 1959 közötti újabb kitelepítési hullámban csaknem 250 ezer embernek kellett átköltöznie.
A Szovjetunió felbomlása után a korábbi Kresy területei a független szovjet utódköztársaságok részeivé váltak. A Kresy területén még mindig élnek lengyel etnikumúak, akik őrzik a Kresy emlékét. Gazdasági értelemben a Kresy a nyugatabbra fekvő lengyel területeknél kevésbé fejlett volt elszakítása előtt. Itt volt az írástudók aránya a legalacsonyabb az akkori Lengyelországban, amit egyesek a több, mint egy évszázados orosz és osztrák-magyar megszállásnak tudtak be. Az orosz birodalomban nem volt kötelező közoktatás.